# Liste des ministres français de l'Économie sociale et solidaire
Cet article présente la liste des membres du gouvernement français responsables de l'économie sociale et solidaire.
Les dates indiquées sont les dates de prise ou de cessation des fonctions, qui sont en général la veille de la date du Journal officiel dans lequel est paru le décret de nomination.
Depuis le 23 décembre 2024, Véronique Louwagie est ministre déléguée chargée du Commerce, de l'Artisanat, des PME et de l'Économie sociale et solidaire dans le gouvernement François Bayrou.

## Cinquième République
| Ministre délégué ou secrétaire d'État                                            | Ministre délégué ou secrétaire d'État                            | Intitulé | Ministre de tutelle                                    | Intitulé                                                                             | Gouvernement                      | Date                              |
| Présidence de François Mitterrand                                                | Présidence de François Mitterrand                                | Présidence de François Mitterrand                                                                               | Présidence de François Mitterrand                      | Présidence de François Mitterrand                                                    | Présidence de François Mitterrand | Présidence de François Mitterrand |
| -------------------------------------------------------------------------------- | ---------------------------------------------------------------- | --- | ------------------------------------------------------ | ------------------------------------------------------------------------------------ | --------------------------------- | --------------------------------- |
|                                                                                  | Jean Gatel (à partir du 23/07/1984)                              | Secrétaire d'État chargé de l'Économie sociale                                                                  | Laurent Fabius                                         | Premier ministre                                                                     | Fabius                            | 19/07/1984 20/03/1986             |
| Aucun titulaire entre le 20 mars 1986 et le 18 octobre 2000                      |                                                                  | |                                                        |                                                                                      |                                   |                                   |
| Présidence de Jacques Chirac                                                     |                                                                  | |                                                        |                                                                                      |                                   |                                   |
|                                                                                  | Guy Hascoët (à partir du 27/03/2000)                             | Secrétaire d'État chargé de l'Économie solidaire                                                                | Élisabeth Guigou                                       | Ministre de l'Emploi et de la Solidarité                                             | Jospin                            | 18/10/2000 06/05/2002             |
| Aucun titulaire entre le 6 mai 2002 et le 16 mai 2012                            |                                                                  | |                                                        |                                                                                      |                                   |                                   |
| Présidence de François Hollande                                                  |                                                                  | |                                                        |                                                                                      |                                   |                                   |
|                                                                                  | Benoît Hamon                                                     | Ministre délégué chargé de l'Économie sociale et solidaire                                                      | Pierre Moscovici                                       | Ministre de l'Économie, des Finances et du Commerce extérieur                        | Ayrault 1                         | 16/05/2012 18/06/2012             |
| Ministre délégué chargé de l'Économie sociale et solidaire et de la Consommation | Benoît Hamon                                                     | Ministre de l'Économie et des Finances                                                                          | Pierre Moscovici                                       | Ayrault 2                                                                            | 21/06/2012 31/03/2014             |                                   |
|                                                                                  | Valérie Fourneyron (à partir du 09/06/2014)                      | Secrétaire d'État chargée du Commerce, de l'Artisanat, de la Consommation et de l'Économie sociale et solidaire | Arnaud Montebourg                                      | Ministre de l'Économie, du Redressement productif et du Numérique                    | Valls 1                           | 02/04/2014 03/06/2014             |
|                                                                                  | Carole Delga                                                     | Secrétaire d'État chargée du Commerce, de l'Artisanat, de la Consommation et de l'Économie sociale et solidaire | Arnaud Montebourg                                      | Ministre de l'Économie, du Redressement productif et du Numérique                    | Valls 1                           | 03/06/2014 25/08/2014             |
| Emmanuel Macron (jusqu'au 30/08/2016)                                            | Carole Delga                                                     | Secrétaire d'État chargée du Commerce, de l'Artisanat, de la Consommation et de l'Économie sociale et solidaire | Ministre de l'Économie, de l'Industrie et du Numérique | Valls 2                                                                              | 26/08/2014 17/06/2015             |                                   |
| Emmanuel Macron (jusqu'au 30/08/2016)                                            |                                                                  | Secrétaire d'État chargée du Commerce, de l'Artisanat, de la Consommation et de l'Économie sociale et solidaire | Ministre de l'Économie, de l'Industrie et du Numérique | Valls 2                                                                              | Martine Pinville                  | 17/06/2015 06/12/2016             |
| Michel Sapin                                                                     | Ministre de l'Économie et des Finances                           | Secrétaire d'État chargée du Commerce, de l'Artisanat, de la Consommation et de l'Économie sociale et solidaire |                                                        | Valls 2                                                                              | Martine Pinville                  | 17/06/2015 06/12/2016             |
| Michel Sapin                                                                     | Ministre de l'Économie et des Finances                           | Secrétaire d'État chargée du Commerce, de l'Artisanat, de la Consommation et de l'Économie sociale et solidaire | Cazeneuve                                              | 06/12/2016 10/05/2017                                                                | Martine Pinville                  |                                   |
| Présidence d'Emmanuel Macron                                                     |                                                                  | |                                                        |                                                                                      |                                   |                                   |
| Aucun titulaire entre le 10 mai 2017 et le 6 juillet 2020                        |                                                                  | |                                                        |                                                                                      |                                   |                                   |
|                                                                                  | Olivia Grégoire (à partir du 26/07/2020)                         | Secrétaire d'État chargée de l'Économie sociale, solidaire et responsable                                       | Bruno Le Maire                                         | Ministre de l'Économie, des Finances et de la Relance                                | Castex                            | 06/07/2020 20/05/2022             |
|                                                                                  | Aucun titulaire entre le 20 mai 2022 et le 4 juillet 2022        | |                                                        |                                                                                      |                                   |                                   |
|                                                                                  | Marlène Schiappa                                                 | Secrétaire d'État chargée de l'Économie sociale et solidaire et de la Vie associative                           | Élisabeth Borne                                        | Première ministre                                                                    | Borne                             | 04/07/2022 20/07/2023             |
|                                                                                  | Aucun titulaire entre le 20 juillet 2023 et le 21 septembre 2024 | |                                                        |                                                                                      |                                   |                                   |
|                                                                                  | Marie-Agnès Poussier-Winsback                                    | Ministre déléguée chargée de l'Économie sociale et solidaire, de l'Intéressement et de la Participation         | Antoine Armand                                         | Ministre de l'Économie, des Finances et de l'Industrie                               | Barnier                           | 21/09/2024 23/12/2024             |
|                                                                                  | Véronique Louwagie                                               | Ministre déléguée chargée du Commerce, de l'Artisanat, des PME et de l'Économie sociale et solidaire            | Éric Lombard                                           | Ministre de l'Économie, des Finances et de la Souveraineté industrielle et numérique | Bayrou                            | 23/12/2024 en cours               |